# Amma Asante
Amma Asante, Orden del Imperio Británico (Londres, 13 de septiembre de 1969) es una directora de cine, guionista y actriz británica. Escribió y dirigió la película A Way of Life, aclamada por la crítica (2004). Su segunda película dirigida fue Belle en 2013.

## Carrera
Asante hizo su debut como directora de cine mediante la compañía Tantrum Films. El resultado fue A Way of Life (2004). La película fue desarrollada y financiada a través del Concilio Británico de Cine y producida por Peter Edwards, Patrick Cassavetti y el ganador del Globo de oro Charlie Hanson. El 17 de enero de 2005, el diario británico The Times dedicó una columna a la directora: "Ella es una de las perspectivas más emocionantes del cine británico que ha surgido en los últimos doce meses".
Asante ha desarrollado proyectos cinematográficos tanto en el Reino Unido como en los Estados Unidos. Su segundo largometraje, Belle (2013), se basó en Dido Elizabeth Belle, una hija ilegítima de raza mixta de una esclava africana y un capitán de la armada británica, que llevó a la niña con su tío (y el tío abuelo de Belle) Lord Mansfield y su esposa a finales del siglo XVIII en Londres. La película está protagonizada por los nominados al Premio de la Academia Tom Wilkinson como Lord Mansfield; Emily Watson como su esposa y Miranda Richardson, junto a las estrellas en ascenso Sarah Gadon, Tom Felton y Sam Reid, con Gugu Mbatha-Raw interpretando a Dido Elizabeth Belle. En 2016 dirigió la película A United Kingdom, basada en el romance real entre Sir Seretse Khama y su esposa Ruth Williams Khama. Asante fue nombrada Miembro de la Orden del Imperio Británico (MBE) en 2017 por sus servicios al mundo del cine.

## Filmografía
| Año  | Título                 | Notas        |
| ---- | ---------------------- | ------------ |
| 2021 | A letter to loved ones | Cortometraje |
| 2018 | Where Hands Touch      |              |
| 2016 | A United Kingdom       |              |
| 2013 | Belle                  |              |
| 2004 | A Way of Life          |              |

| Año  | Título              | Notas       |
| ---- | ------------------- | ----------- |
| 2020 | Mrs. America        | 2 episodios |
| 2019 | The Handmaid's Tale | 2 episodios |

## Premios y distinciones
Festival Internacional de Cine de San Sebastián
| Año  | Categoría                        | Película      | Resultado |
| ---- | -------------------------------- | ------------- | --------- |
| 2004 | Premio SIGNIS - Mención especial | A Way of Life | Ganadora  |